# Max Emiliano Nowry

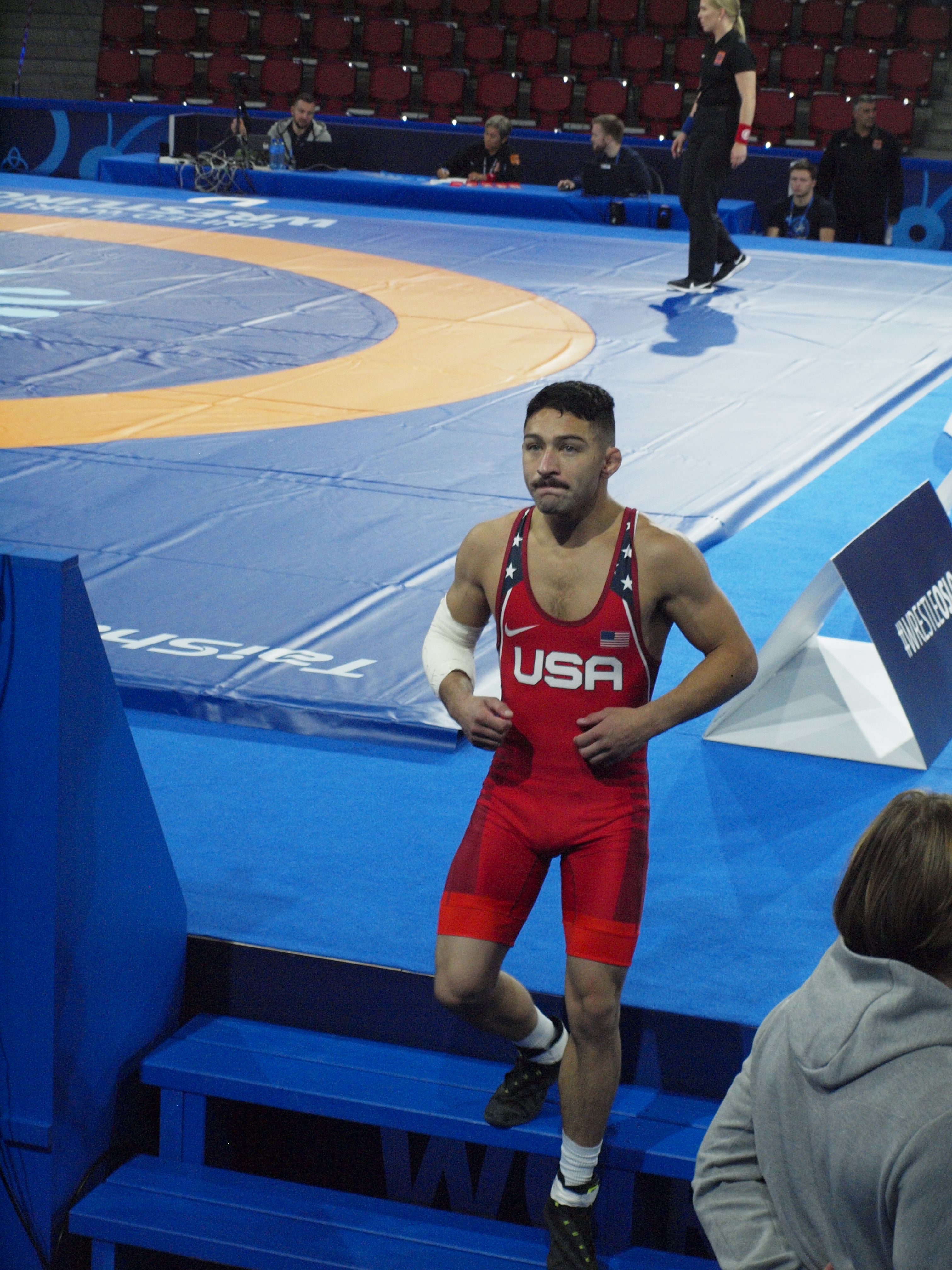
Max Emiliano Nowry

Max Emiliano Nowry (* 16. März 1990 in Wheeling, Illinois) ist ein US-amerikanischer Ringer. Er wurde 2013 pan-amerikanischer Meister im griechisch-römischen Stil im Bantamgewicht.

## Werdegang
Max Nowry begann als Jugendlicher 1996 mit dem Ringen. Wie alle US-amerikanischen Jungen fing er mit dem freien Stil an, wechselte aber im Laufe seiner Karriere zum griechisch-römischen Stil. Nach der High-School wechselte er in das Northern Michigan College und wurde nach seinen ersten größeren Erfolgen Mitglied der New-York-Athletic-Club. Seine Trainer waren bzw. sind Ike Andersson, Iwan Iwanow und Dennis Hall. Er trainiert heute auch oftmals im Leistungszentrum des US-amerikanischen Ringerverbandes in Colorado Springs. Er ringt bei einer Größe von 1,57 Meter in der leichtesten Gewichtsklasse, dem Bantamgewicht (bis 55 kg Körpergewicht).
2006, 2007 und 2008 wurde er US-amerikanischer Juniorenmeister. 2010 und 2012 auch US-amerikanischer Studentenmeister. US-amerikanischer Meister bei den Senioren konnte er bisher noch nicht werden. 2012 stand er aber im Finale der Olympiaausscheidung (Trials), in dem er allerdings gegen Spenser Mango unterlag.
Seine internationale Karriere begann bei den Junioren-Weltmeisterschaften 2009 in Ankara. Er belegte dort in der Gewichtsklasse bis 50 kg den 5. Platz. Den gleichen Platz belegte er auch bei den Junioren-Weltmeisterschaften 2010 in Budapest. 2012 gewann er bei den Universitäten-Weltmeisterschaften in Kuortane/Finnland im Bantamgewicht die Goldmedaille vor Dimitri Brychak, Ukraine und Iwan Blattsew, Russland. Einen weiteren Meisterschaftserfolg feierte er schließlich 2013 bei den panamerikanischen Meisterschaften in Panama-Stadt. Er siegte dort im Bantamgewicht vor Cristian Novas Feliz, Dominikanische Republik, Jairo Luis Medina, Venezuela und Ali Soto Macias, Mexiko.

## Internationale Erfolge
| Jahr | Platz | Wettbewerb                                       | Gewichtsklasse | Ergebnisse |
| 2009 | 5.    | Junioren-WM in Ankara                            | bis 50 kg      | hinter Artur Umbetkalijew, Kasachstan, Javier Dumenico Gonzalez, Kuba, Euard Simonjan, Russland und Churshud Babaschow, Aserbaidschan |
| 2010 | 5.    | Junioren-WM in Budapest                          | bis 50 kg      | hinter Eldamis Asisli, Aserbaidschan, Aisultan Beisakow, Kasachstan, Seiki Goya, Japan und Tolgahan Karatas, Türkei                   |
| 2010 | 10.   | Universitäten-WM in Turin                        | Bantam         | Sieger: Mohsen Hajipour, Iran vor Iwan Blattsew, Russland und Harun Bozoglu, Türkei                                                   |
| 2011 | 2.    | New-York-Athletic-Club International             | Bantam         | hinter Jermaine Hogde und vor Nate Engel, beide USA                                                                                   |
| 2012 | 8.    | Golden-Grand-Prix in Baku                        | Bantam         | Sieger: Orhan Achmadow, Aserbaidschan vor Wilayat Gahramanli, Aserbaidschan und Harun Bozoglu                                         |
| 2012 | 1.    | Universitäten-WM in Kuortane/Finnland            | Bantam         | vor Dimitri Brychak, Weißrussland, Seref Kilic, Türkei und Iwan Blattsew                                                              |
| 2012 | 2.    | New-York-Athletic-Club-International             | Bantam         | hinter Spenser Thomas Mango, vor Dimitri Rabchinsky, beide USA                                                                        |
| 2013 | 5.    | Golden-Grand-Prix in Szombathely                 | Bantam         | hinter Shota Tanokuro und Hayanobu Shimizu, beide Japan, Ali Abou Halima, Ägypten und Nanibek Schulchubekow, Kirgisistan              |
| 2013 | 1.    | Panamerikanische Meisterschaften in Panama-Stadt | Bantam         | vor Cristian Novas Feliz, Dominikanische Republik, Jairo Luis Medina, Venezuela und Ali Soto Macias, Mexiko                           |

## Nationale Erfolge
| Jahr | Platz | Wettbewerb                                  | Gewichtsklasse | Ergebnisse                                                              |
| 2006 | 1.    | US-amerik. Juniorenmeisterschaften (Cadets) | bis 40 kg      | vor Kade Moss                                                           |
| 2007 | 1.    | US-amerik. Juniorenmeisterschaften          | bis 45 kg      | vor Cody Pack                                                           |
| 2008 | 1.    | US-amerik. Juniorenmeisterschaften          | bis 50 kg      | vor Ryan Finch und Robert Dyar                                          |
| 2009 | 2.    | US-amerik. Universitätennmeisterschaften    | Bantam         | hinter Bernard Futrell                                                  |
| 2009 | 5.    | US-amerik. Meisterschaften                  | Bantam         | hinter Jermaine Hodge, Sam Hazewinkel, Lindsey Durlacher und Nate Engel |
| 2010 | 1.    | US-amerik. Universitätenmeisterschaften     | Bantam         | vor Tyler Erdman und Mike Pena                                          |
| 2010 | 4.    | US-amerik. Meisterschaften                  | Bantam         | hinter Spenser Thomas Mango, Jermaine Hodge und Ryan Mango              |
| 2011 | 7.    | US-amerik. Meisterschaften                  | Bantam         | Sieger: Spenser Thomas Mango                                            |
| 2012 | 3.    | US-amerik. Meisterschaften                  | Bantam         | hinter Spenser Thomas Mango und Jermaine Hodge                          |
| 2012 | 1.    | US-amerik. Universitätenmeisterschaften     | Bantam         | vor David Rivera und Michael Cooker                                     |
| 2012 | 2.    | US-amerik. Olympiaausscheidung (Trials)     | Bantam         | hinter Spenser Thomas Mango                                             |

## Erläuterungen
- alle Wettkämpfe im griechisch-römischen Stil
- WM = Weltmeisterschaften
- Bantamgewicht, Gewichtsklasse bis 55 kg Körpergewicht